# Lassetjärnen, Ångermanland
Lassetjärnen är en sjö i Sollefteå kommun i Ångermanland och ingår i Ångermanälvens huvudavrinningsområde.